# Martin Sheridan
Martin Joseph Sheridan (Bohola, 28 marzo 1881 – New York, 27 marzo 1918) è stato un discobolo, pesista, lunghista e altista statunitense di origine irlandese.
È stato definito dal New York Times «uno dei migliori atleti che il Paese abbia mai conosciuto».

## Biografia
Nato in Irlanda, all'epoca parte del Regno Unito, e successivamente espatriato negli Stati Uniti, Sheridan fu il migliore tra gli atleti dell'Irish American Athletic Club e come molti di essi faceva parte del Dipartimento di polizia di New York, in cui militò dal 1906 al 1918. Era molto rispettato nel NYPD tanto da essere la guardia del corpo personale del governatore di New York ogni volta che visitava la città.
Nella sua carriera conquistò nove medaglie tra Giochi olimpici e Giochi olimpici intermedi. A Saint Louis 1904 ha ottenuto la medaglia d'oro nel lancio del disco. A Londra 1908 ha vinto 2 medaglie d'oro (lancio del disco e lancio del disco stile greco) e una medaglia di bronzo nel salto in lungo. Ai Giochi olimpici intermedi del 1906 ad Atene vinse 2 ori (lancio del disco e getto del peso), 3 argenti (salto in alto da fermo, salto in lungo da fermo e lancio della pietra). Nel 1907 ha vinto il titolo Amateur Athletic Union.
Due delle sue medaglie (quella dei Giochi olimpici di Saint Louis 1904 e quella dei Giochi olimpici intermedi di Atene 1906) attualmente si trovano nella Hall of Fame History Gallery della USA Track & Field, nel quartiere di Manhattan, a New York. È morto al St Vincent's Hospital a Manhattan di influenza spagnola, il 27 marzo 1918, il giorno prima del suo 37º compleanno.

## Palmarès
| Anno | Manifestazione            | Sede        | Evento              | Risultato | Prestazione | Note            |
| ---- | ------------------------- | ----------- | ------------------- | --------- | ----------- | --------------- |
| 1904 | Giochi olimpici           | Saint Louis | Getto del peso      | 4º        | 12,39 m     |                 |
| 1904 | Giochi olimpici           | Saint Louis | Lancio del disco    | Oro       | 39,28 m     | Record olimpico |
| 1906 | Giochi olimpici intermedi | Atene       | Alto da fermo       | Argento   | 1,40 m      |                 |
| 1906 | Giochi olimpici intermedi | Atene       | Lungo da fermo      | Argento   | 3,095 m     |                 |
| 1906 | Giochi olimpici intermedi | Atene       | Getto del peso      | Oro       | 12,325 m    |                 |
| 1906 | Giochi olimpici intermedi | Atene       | Lancio della pietra | Argento   | 19,035 m    |                 |
| 1906 | Giochi olimpici intermedi | Atene       | Lancio del disco    | Oro       | 41,460 m    | Record mondiale |
| 1906 | Giochi olimpici intermedi | Atene       | Disco stile greco   | 4º        | 31,500 m    |                 |
| 1906 | Giochi olimpici intermedi | Atene       | Pentathlon          | dnf       | dnf         |                 |
| 1908 | Giochi olimpici           | Londra      | Alto da fermo       | 16º       | 1,37 m      |                 |
| 1908 | Giochi olimpici           | Londra      | Lungo da fermo      | Bronzo    | 3,22 m      |                 |
| 1908 | Giochi olimpici           | Londra      | Salto triplo        | 9º        | 13,42 m     |                 |
| 1908 | Giochi olimpici           | Londra      | Getto del peso      | nm        | nm          |                 |
| 1908 | Giochi olimpici           | Londra      | Lancio del disco    | Oro       | 40,89 m     | Record olimpico |
| 1908 | Giochi olimpici           | Londra      | Disco stile greco   | Oro       | 37,99 m     | Record mondiale |